# Inglewood Stadium (Perth)
Het Inglewood Stadium is een multifunctioneel stadion in Perth, een stad in Australië. Inglewood is een voorstad van Perth. Het stond ook bekend als Walter Road Reserve.
De naam van het stadion is meerdere keren veranderd, soms vanwege de sponsor. Zo stond het oorspronkelijk bekend als Inglewood Oval (1960-70), daarna Kiev Sports Ground (1980-90). Daarna heette het National Stadium (tussen 2002 en 2004), Clipsal Stadium (tussen 2007 en 2009), 6PR Stadium (tussen 2010 en 2012), Intiga Stadium (tussen 2013 en 2014), Perth Plasterboard Centre Stadium (tussen 2017 en 2020).
Het stadion wordt vooral gebruikt voor voetbalwedstrijden, de voetbalclub Inglewood United FC maakt sinds 1963 gebruik van dit stadion. In het stadion is plaats voor 5.536 toeschouwers. 